# Brújula política

Este gráfico fue propuesto por la Political Compass Organization, y se extiende de -10 a +10 en cada eje.

La brújula política es un modelo multiaxial usado para clasificar u organizar las ideologías políticas en varias dimensiones. Existen diversas brújulas políticas, con número variable de ejes.

## Descripción
Una ilustración similar apareció en Floodgates of Anarchy; sin embargo, el término "brújula política" ("Political Compass") se encuentra bajo copyright de la web que efectúa un cuestionario para evaluar las opiniones políticas en dos ejes: Económico (Left-Right) y Social (Autoritario-Libertario). El sitio incluye además una explicación del sistema biaxial, unos cuantos gráficos que ubican varias figuras políticas de acuerdo con una estimación, y listas para cada una de las principales orientaciones políticas.
El principio de la brújula política es que los puntos de vista políticos pueden ser medidas en dos ejes separados e independientes. El eje económico (izquierda-derecha) mide las opiniones en economía: "izquierda" se define como la defensa de que la economía debería funcionar en forma cooperativa y colectiva (lo que puede significar que el estado regula, pero también puede significar algún tipo de comuna), mientras, "derecha" se define como la defensa de que la economía debe dejarse a los mecanismos de regulación del libre mercado. El otro eje (Autoritario-Libertario) mide las opiniones sociales, apreciando el punto de vista sobre libertades personales: "libertarismo" se define como la creencia en que las libertades personales deben aumentarse, mientras que "autoritarismo" se define como la creencia en la obediencia a la autoridad y la tradición.